# Silba citricola
Silba citricola är en tvåvingeart som först beskrevs av Mario Bezzi 1913.  Silba citricola ingår i släktet Silba och familjen stjärtflugor. Inga underarter finns listade i Catalogue of Life.